# Diplocyclos
Genre
Diplocyclos est un genre de plante à fleurs de la famille des Cucurbitaceae. Il comprend cinq espèces de plantes herbacées originaires d'Afrique subsaharienne, dont une, Diplocyclos palmatus, s'étend en Asie tropicale.

## Liste d'espèces
Selon Catalogue of Life (31 août 2013) :
- Diplocyclos palmatus

Selon NCBI (31 août 2013) :
- Diplocyclos palmatus
- Diplocyclos schliebenii

Selon The Plant List :
- Diplocyclos decipiens (Hook.f.) C.Jeffrey
- Diplocyclos leiocarpus (Gilg) C.Jeffrey
- Diplocyclos palmatus (L.) C.Jeffrey
- Diplocyclos schliebenii (Harms) C.Jeffrey
- Diplocyclos tenuis (Klotzsch) C.Jeffrey